# Una vez
Una vez es una novela infantil de 2005 escrita por el australiano Morris Gleitzman. Fue publicada por editorial Kailas en 2005. Ha sido traducida a numerosas lenguas desde su lanzamiento, al igual que el resto de la saga "Una Vez". El último libro traducido al español perteneciente a esta colección es "Después", lanzado en el año 2012 por el mismo autor.

## Reseña
Cuenta la historia de Félix, un chico judío que vivió en Polonia, y la búsqueda de sus padres después de ver cómo los nazis queman los libros de la biblioteca del orfanato católico en el que vive.
A pesar de que Una vez es una obra ficticia, Gleitzman se inspiró en la historia de Janusz Korczak, los acontecimientos de la Segunda Guerra Mundial, y el intento de exterminar de Hitler la población judía de Europa. El libro tiene varias secuelas: Entonces, Ahora, Después y una nueva que está en desarrollo. El libro fue traducido al español por Cora Tiedra García.